# The Kilaueas
The Kilaueas wurden 1997 von Gitarrist Ralf Kilauea als „Kilauea Surfers“ gegründet, dann in „The Kilaueas“ umbenannt.

## Stil
The Kilaueas sind eine Instrumental-Surf-Band in der Besetzung 2 × Gitarre, Bass und Schlagzeug.

## Bandgeschichte

### Stuttgarter Phase
Die Band besteht seit Oktober 1998 in Stuttgart mit der Besetzung Ralf, Olli, Tom und Volker Kilauea. Seit 2009  leben sie in Berlin. Somit sind The Kilaueas die älteste aktive, konstant spielende Surfband Europas.Beleg fehlt!
Kurz nach der Gründung erschien das erste Demo „The Volcanic Eruption of Surf“. Bei Kamikaze Records in Deutschland erschien im Jahr 2000 das erste Album „The Magmanautic Inferno“ als 10inch Vinyl und als Split-CD.
Das zweite offizielle Album „Mundaka Calls“ erschien 2003 ausschließlich in den USA bei Double Crown Records. Es gab zwei Auflagen. Ist offiziell ausverkauft. Im Jahr 2004 kam eine Split 7inch mit dem Song „Piranha“ heraus. Sie erschien beim Hannoveraner Undergroundlabel „Swamp Room Records“ im Rahmen des „Swamp Room Single Club“.
Das dritte Album „Las Excentricas Aventuras del Profesor Volcanova“ wurde als Vinyl und CD 2005 beim „All Score Media“ Label veröffentlicht. CD-Version ausverkauft.
Im Jahr 2006 folgte eine dreiwöchige USA West Coast Tournee, welche die Band vom nördlichen Washington, über Seattle, Portland, San Francisco, Los Angeles bis in den Süden nach San Diego führte. Sie spielten Shows gemeinsam u. a. mit Dick Dale, The Verb, The Verbtones, The Boardwalkers etc.

### Berliner Phase
2009 erfolgten durch den Umzug der Band nach Berlin folgende Umbesetzungen:
Tom Kilauea wechselte vom Bass zur Gitarre, Jaque Kilauea übernahm den Bass.
Fast vier Jahre spielte die Band auf der Suche nach einem geeigneten festen neuen Schlagzeuger mit wechselnden Drummern. Darunter Lorenzo Valdambrini (Surfer Joe), Boris Bisfer (Messer Chups, Twang Marvels etc.), Aurélien Bernard (Blue Man Group).
Im selben Jahr (2009) gab es auch ein Konzert, zu welchem The Kilaueas von Bela B. (Die Ärzte) als Vorband gebucht wurden. Im Zuge dessen lernte die Band den Bela B. Gitarristen Gary Schmalzl kennen, welcher später beim Album „The Kilaueas & Surfer Joe plays The Astronauts and more…“ (2016) mitwirkte und einen Song (Deo Expensivo) für das Album beisteuerte. Gary Schmalzl ist temporäres Mitglied der Band.
Im Jahr 2013 spielten The Kilaueas mit Lorenzo Valdambrini (Surfer Joe) am Schlagzeug eine Tournee durch Deutschland, Tschechien, Österreich, Serbien, Kroatien, Ungarn, Italien.
Im Jahr 2014 erschien bei All Score Media mit „Wiki Waki Wooo“ das vierte Album, auf welchem Gründungsmitglied Olli Kilauea Schlagzeug spielte.
Ebenfalls im Jahr 2014 gingen The Kilaueas auf USA West Coast Tournee. Am Schlagzeug dabei war Lorenzo Valdambrini (Surfer Joe).
Im Jahr 2015 stieg Perzi Kilauea als Schlagzeuger fest bei The Kilaueas ein. Perzi wurde initial bekannt als Schlagzeuger der Band Plan B, mit welcher er in den 90ern u. a. mit den Ramones auf Tour war.
2017 erschien zur dritten USA West Coast Tournee die „The Men From Mensch“ 3-song 7-inch-Single bei All Score Media.
Zum 20-jährigen Jubiläum der Band erschien im Jahr 2018 das Album „Touch My Alien“. In Deutschland bei All Score Media als Vinyl. In den USA erschien das Album bei Double Crown Records als CD.
Aufgenommen wurde „Touch My Alien“ in den Thommy Hein Studios in Berlin-Kreuzberg. Thommy Hein arbeitete bereits mit Die Ärzte, Corvus Corax, Die Goldenen Zitronen, Die Haut, Nick Cave, Rocko Schamoni, Saltatio Mortis, Tanzwut etc.

## Diskografie

### Alben
- 1999 „The Volcanic Eruption Of Surf“ Demo-CD
- 2000 „The Magmanautic Inferno“ Kamikaze Records (Vinyl/CD)
- 2003 „Mundaka Calls“ Double Crown Records (CD)
- 2004 „Piranha“ split 7inch, Swamp Room Records
- 2005 „Las Excentricas Aventuras del Profesor Volcanova“ All Score Media (Vinyl/CD)
- 2014 „Wiki Waki Wooo“ All Score Media (Vinyl/CD)
- 2016 „plays The Astronauts and more…“ Split LP w. Surfer Joe (Vinyl)
- 2017 „The Men From Mensch“ 3-song 7inch (Vinyl)
- 2018 „Touch My Alien“ Allscore Media (Vinyl), CD in den USA: Double Crown Records

### Compilations
- 1999 Banzai Magazin: Song „Green shadows“ demo version (Kamikaze Records)
- 2004 Spaghetti III See Ya In Hell Vinyl. Song„Negra Modelo“ (One Million Dollar Records)
- 2004 Diggin´ For Gold CD Song „Giant“ (Double Crown Records)
- 25. Februar 2004 Wild Sazanami Beat! Vol. 1 CD, Japan. Songs „Luna Tiki“, „Checkmate 100“ (Sazanami Label Tokyo)
- 2006 Krautsurf CD. Songs: „Stranded“, „Tunguska Blast!“
- 2006 Interview Pop Comics „Bernard Of Hollywood“, Comicheft mit CD. Comics von The Kilaueas, Motörhead, Henry Rollins, Die Fantastischen Vier, Adam Green etc. (Ehapa Verlag)
- 2010 The Continental Magazine incl. CD. Song: „Cosma Ray“
- 2012 Hallmark Guitars „The Kustom Kings“ Compilation CD/Vinyl. Song „Cosma Ray“
- 2014 Combo Swell CD. Song: „Universal Spy“ (live, Rockaway Beach, California USA)

### DVD
- Mad Fabricators Society Vol 5.5. Songs: different songs by The Kilaueas

## Bandmitglieder

### Aktuelle Besetzung
- Ralf Kilauea (Gitarre): Seit 1998
- Tom Kilauea (Bass, Gitarre): Seit 1998
- Perzi Kilauea (drums): Seit 2015
- Jaque Kilauea (Bass): Seit 2010

### Ehemalige Mitglieder
- 1998–2008: Volker Kilauea (Gitarre)
- 1998–2009: Olli Kilauea (drums)
- 2008–2010: surfingmatze aka Matthias Idler (Gitarre)

### Wechselnde Drummer zwischen 2010 und 2014
- Olli Kilauea
- Boris Bisfer
- Lorenzo Valdambrini (Surfer Joe)
- Aurélien Bernard
- Der Hausmeister
- Temporäre dritte Gitarre: Gary Schmalzl